# Rosa bella
Rosa bella es una especie de planta del género Rosa, de la familia Rosaceae.

## Taxonomía
Rosa bella fue descrita por Rehder y E. H. Wilson en 1915.

## Distribución
Se encuentra en el territorio de China, más precisamente, en el centro-norte, sudeste y Mongolia Interior.